# Mustaccioli (gastronomia campana)
I mustaccioli o, in maniera italianizzata, mostaccioli, sono dolci tipici della tradizione gastronomica campana, ma presenti anche in altre regioni con ricette che possono variare.

## Caratteristiche
I mostaccioli hanno una forma romboidale, sono grandi circa 10–12 cm, anche se ultimamente si è diffusa anche una variante mignon delle dimensioni di circa 6 cm. Sono ricoperti di una glassa di cioccolato, mentre all'interno sono caratterizzati da una pasta morbida dal sapore di miele.
Nella Marsica (Abruzzo) è ancora diffusa la ricetta più antica; tali dolci, chiamati Murzitti, pur avendo la stessa forma romboidale, non prevedono la copertura con la glassa di cioccolato (che in cucina non è mai stato usato in forma solida prima di metà Ottocento); sono caratterizzati dal ripieno di noci, mandorle, uva passa e fichi secchi.

## Storia
Il termine mostaccioli deriva dal latino mustaceus ed è preda di varie paretimologie. Alcuni lo fanno derivare dal latino mustum, legato all'uso nelle antiche ricette contadine del mosto, col quale venivano preparati per essere più dolci, altri da mustax, cioè alloro. In origine si preparava il mustaceum, una focaccia per le nozze, un dolce avvolto in foglie di alloro che dava aroma durante la cottura. Da qui il proverbio loreolam in mustace quaerere, ovvero: cercare inutilmente nella focaccia le foglie di alloro che si erano bruciate nel forno. Un'altra origine potrebbe derivare dal greco antico μάσταξ (mástax) che significa bocconcini, affine a μαστάζω (mastázō) che significa masticare o mangiare.
I mostaccioli napoletani sono riportati da Bartolomeo Scappi, cuoco personale di Pio V, nel il suo pranzo alli XVIII di ottobre.
Catone nel De agri cultura accenna ad alcuni dolci, i mustacei, a base di farina, mosto, cumino, anice, grasso e alloro.

## Napoletani e regionali
I mostaccioli napoletani, nonostante l'omonimia con molti dolci regionali italiani a base di mosto, non somigliano a nessuno di questi. Un lontano parente del mostacciolo è il Printen tedesco.
Negli ultimi anni sono nate molte varianti di mostaccioli, nelle quali la glassa al cioccolato è sostituita da una glassa di cioccolato bianco o da una glassa di zucchero e canditi. Questi dolci sono amati in particolar modo dai bambini napoletani per la loro ricetta che unisce miele e cioccolato.
Tra le varianti regionali, quelli di Benevento e dell'intero Sannio invece vengono elaborati in una variante a pasta più morbida alta a cui viene aggiunta durante l'impasto il liquore Strega. Oltre alla pasta più morbida e più alta, perché leggermente lievitata, variano anche nelle dimensioni che risultano essere leggermente più piccole.
I mustaccioli sono spesso venduti insieme a roccocò, ma anche a raffiuoli e susamielli, ed insieme agli struffoli sono i dolci caratteristici del Natale napoletano.

## Mostaccioli di altre regioni
- 'Nzuddha
- Mustazzoli
- Mostaccioli di Oristano
- Mustazzoli di Pantelleria
- Mostaccioli ripieni Agnonesi
- Murzitti (Abruzzo)
- Tarallo aviglianese (mastazzul cu ru zocc'r)
- Mustaccioli (Sora)
- Scagliozzi neretini (Salento)